# ميكال ميسخي

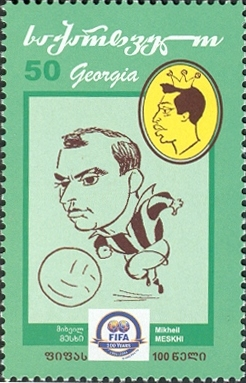

ميكال ميسخي، من مواليد 12 يناير 1937، وتوفي في 22 أبريل 1991، لاعب كرة قدم سوفييتي سابق.
لعب مع منتخب الاتحاد السوفييتي لكرة القدم.

## روابط خارجية
- ميكال ميسخي على موقع الاتحاد الدولي (مؤرشف)  (الإنجليزية)
- ميكال ميسخي على موقع قاعدة بيانات كرة القدم.إي يو (الإنجليزية)
- ميكال ميسخي على موقع ناشيونال فوتبول تيمز (الإنجليزية)